# Big Rip

Le Big Rip implique une expansion d'univers accélérée au fur et à mesure que la densité de l'énergie fantôme augmente. Dans un tel univers, toutes les structures sont amenées à être « déchirées » avec le temps par cette énergie.

Répartition d'énergie sombre, de matière sombre et de matière observée par le satellite Planck.

Le Big Rip (« Grand déchirement ») est un modèle cosmologique proposant un scénario inhabituel de la fin de l'Univers. Dans ce scénario, toutes les structures, des amas de galaxies jusqu'aux atomes, sont détruites, étirées par une expansion de plus en plus violente, jusqu'à être disloquées, « déchirées ». Ce modèle suppose l'existence d'une forme d'énergie très atypique, l'énergie fantôme, dont la principale caractéristique est de voir sa densité augmenter alors que l'expansion se poursuit.
Ce modèle a été proposé pour la première fois en 1999 par Robert R. Caldwell, le nom de Big Rip ayant été introduit par lui et ses collaborateurs Marc Kamionkowski et Nevin N. Weinberg en 2003.

## Énergie fantôme
Depuis la fin de l'année 1998, un nombre croissant d'observations suggère que l'expansion de l'Univers s'accélère au cours du temps. Concrètement, cela signifie que la vitesse à laquelle s'éloigne de nous une galaxie lointaine ne décroît pas au cours du temps, mais augmente. Ce résultat s'interprète naturellement si l'on suppose qu'une force dans l'Univers exerce un effet gravitationnel non pas attractif comme la matière ordinaire, mais répulsif. Une telle force est génériquement appelée énergie sombre ou énergie noire. La principale caractéristique de l'énergie sombre est que sa pression doit être négative. Tout comme n'importe quelle forme de matière, l'énergie noire voit sa densité affectée par l'expansion. De façon assez surprenante, l'on peut montrer que si la pression de l'énergie sombre est suffisamment négative, alors sa densité augmente lors de l'expansion de l'univers.
Les propriétés ou même la nature de l'énergie sombre ne sont pas connues avec précision à l'heure actuelle, quoique les observations les plus récentes suggèrent que l'énergie sombre a un comportement très semblable à une constante cosmologique,, qui ne se comporte pas comme de l'énergie fantôme. Cependant, si la pression de l'énergie sombre est à peine inférieure à celle qu'aurait une constante cosmologique, c'est qu'elle serait de l'énergie fantôme. Il a donc été envisagé que l'énergie sombre puisse être de l'énergie fantôme. Il n'existe cependant aucune observation astronomique indiquant de façon parfaitement explicite que l'énergie sombre soit de l'énergie fantôme. De plus, il n'est pas certain que l'énergie fantôme représente une force physiquement acceptable. Pour ces raisons, le scénario du Big Rip reste spéculatif, ce qui ne l'a pas empêché d'attirer l'attention de plusieurs chercheurs.

### Propriétés
Dans le modèle du Big Rip, la densité de l'énergie fantôme augmente au cours du temps, ce qui a pour conséquence que l'expansion de l'Univers devient de plus en plus violente, et tend à écarter les objets de plus en plus vite les uns des autres. La densité de l'énergie sombre finit par atteindre une densité infinie en un temps fini, et toute structure existant dans l'Univers, des amas de galaxies aux atomes, est finalement détruite (« déchirée », car éloignée des autres par l'expansion) à mesure que l'expansion s'accélère. Il s'agit là d'un scénario très inhabituel car il est en général proposé que l'expansion de l'Univers a un effet négligeable sur la taille des structures qui peuvent y exister (des atomes aux galaxies) une fois que ceux-ci sont formés.

### Analogie de la toile élastique
De façon imagée, l'action de l'expansion de l'Univers sur une galaxie peut être vue comme celle d'une toile élastique (l'espace) sur laquelle serait collé un morceau de carton (la galaxie). Si l'on étire la toile élastique, celle-ci ne va pas déformer le morceau de carton, car ce dernier possède des forces de cohésion suffisamment importantes. D'une manière générale on peut dire que l'énergie de liaison des molécules qui composent le morceau de carton est largement suffisante pour résister à la tension exercée par la toile élastique. Dans le modèle du Big Rip, la densité de l'énergie fantôme augmente avec le temps. C'est un peu comme si la toile élastique devenait de plus en plus rigide, tout en subissant encore un étirement. Dans une telle situation, il est tout à fait envisageable que le morceau de carton finisse par se déchirer. L'on peut alors montrer que ce sont les plus grandes structures (amas de galaxies, etc.) qui seront disloquées en premier, les petites structures (planètes, puis atomes) connaissant le même sort ultérieurement.

## Chronologie
La densité de l'énergie fantôme augmente lors de l'expansion, alors que la densité de la matière ordinaire ou la densité d'énergie du rayonnement électromagnétique diminue. Il est donc inévitable qu'à partir d'un moment donné la densité de l'énergie fantôme tend à dominer sur les autres, et ce quelle que soit sa valeur à l'époque du Big Bang. L'observation de l'accélération de l'expansion de l'Univers révèle de plus que l'énergie noire n'est prépondérante par rapport aux autres formes d'énergie que depuis des époques relativement récentes (quelques milliards d'années). À terme, toutes les formes d'énergie de l'Univers deviendront négligeables devant l'énergie fantôme, ce n'est qu'au sein des objets astrophysiques (étoiles, galaxies) que la densité d'énergie fantôme sera localement plus faible que les autres formes de densité d'énergie. Cependant cet état ne pourra perdurer éternellement car l'énergie fantôme augmentera avec le temps, jusqu'à inéluctablement dépasser l'énergie de liaison de ces objets. Les calculs montrent qu'un système gravitationnellement lié sera disloqué quand le temps qui nous séparera de la singularité gravitationnelle sera de l'ordre de la période orbitale du système.
Selon les calculs (cf #Formalisme), le Big Rip se déroulerait selon la chronologie suivante :
- quelques centaines de millions d'années avant le Big Rip : dislocation des superamas de galaxies ;
- plusieurs dizaines de millions d'années avant le Big Rip : dislocation de la Voie lactée ;
- quelques années avant le Big Rip : arrachage de Jupiter, Saturne, Uranus et Neptune du système solaire ;
- quelques mois avant le Big Rip : arrachage de la Terre de son orbite ;
- quelques dizaines de minutes avant le Big Rip : dislocation de la Terre ;
- quelques minutes avant le Big Rip : dislocation du Soleil ;
- 10-17 seconde avant le Big Rip : dislocation des atomes.

Il importe de remarquer que la taille de l'univers observable restera toujours plus grande que la taille des systèmes qui seront en train d'être disloqués.
Le temps qui nous séparerait du Big Rip est donné approximativement par l'inverse du taux d'expansion aujourd'hui, soit l'inverse de la constante de Hubble (c'est-à-dire le temps de Hubble). Il est donc de l'ordre de quinze milliards d'années.
Le terme dislocation employé pour qualifier ce phénomène d' « explosion » traduit imparfaitement la réalité, à savoir que le système gravitationnel n'est pas disloqué, mais juste « emporté » par une sorte d'« éléphantiasis cosmique ».

### Formalisme
Schématiquement, la vitesse que l'expansion de l'univers tend à imprimer à deux objets séparés par la distance R est v = H R, où H est la constante de Hubble. Le potentiel gravitationnel Φ dans lequel un objet situé à une distance R d'une masse M s'écrit
{\displaystyle \Phi =-{\frac {GM}{R}}}. L'expansion aura tendance à éloigner l'objet en orbite autour de la masse centrale au moment où elle tendra à lui imprimer une vitesse d'éloignement de l'ordre de sa vitesse de libération vL,
{\displaystyle v_{\mathrm {L} }={\sqrt {\frac {2GM}{R}}}}.
La dislocation du système intervient donc quand 
{\displaystyle H^{2}R^{2}\sim {\frac {GM}{R}}},
soit
{\displaystyle H^{2}\sim {\frac {GM}{R^{3}}}}.
D'après la troisième loi de Kepler, on peut transformer le membre de droite en utilisant la période orbitale T donnée par
{\displaystyle {\frac {T^{2}}{R^{3}}}={\frac {4\pi ^{2}}{GM}}},
d'où :
{\displaystyle HT\sim 2\pi }.
Si maintenant l'on regarde l'évolution du taux d'expansion H au cours du temps, l'application des équations de Friedmann indiquent que le facteur d'échelle a varie au cours du temps selon
{\displaystyle a\propto |t|^{\frac {2}{3(1+w)}}},
où w est le paramètre de l'équation d'état de l'énergie fantôme, soit le rapport de sa pression à sa densité d'énergie, qui est inférieur à -1 pour l'énergie fantôme. Dans ce cas la variable t indique le temps qui sépare de la singularité future. Le taux d'expansion de l'univers est alors donné par
{\displaystyle H={\frac {2}{3|1+w|}}{\frac {1}{|t|}}}.
Les contraintes observationnelles sur le paramètre de l'équation d'état w indiquent que s'il peut être inférieur à -1, il ne peut être trop négatif, et très probablement pas inférieur à -2. Ainsi la fraction 2 / 3 |1 + w| est de l'ordre de 1, et la dislocation d'un système gravitationnel se produit quand
{\displaystyle HT\sim {\frac {T}{t}}\sim 2\pi }.
Dans la limite newtonienne, une particule d'épreuve orbitant autour d'un corps central, le tout dans un modèle de Friedmann-Lemaître-Robertson-Walker à courbure spatiale nulle ({\displaystyle {\rm {d}}s^{2}=c^{2}{\rm {d}}t^{2}-a^{2}(t)[{\rm {d}}x^{2}+{\rm {d}}y^{2}+{\rm {d}}z^{2}]}) vérifie l'équation (en coordonnées comobiles polaires) :
{\displaystyle {\ddot {r}}={\frac {\ddot {a}}{a}}r-{\frac {GM}{r^{2}}}+{\frac {L^{2}}{r^{3}}}}
où M représente la masse du corps central, L est le moment cinétique par unité de masse et a le facteur d'échelle.
Dans la limite d'une singularité de type Big Rip, le premier terme devient prépondérant face aux deux autres, lorsqu'on se rapproche de la fin du temps, ce qui donne à l'équation une forme simplifiée : {\displaystyle {\ddot {r}}={\frac {\ddot {a}}{a}}r}, pour laquelle il est facile d'obtenir la solution : {\displaystyle r(t)\propto a(t)}. Quant à la vitesse angulaire {\displaystyle {\dot {\phi }}}, elle tend vers 0, puisque r(t) augmente indéfiniment.
« Concrètement » cela signifie que le rayon de l'orbite devient comobile, autrement dit qu'il se met à participer à l'expansion explosive. Il n'y a pas de dislocation, au sens où la particule d'épreuve serait « arrachée » à son orbite ; plutôt, cette dernière se dilate indéfiniment.